# 以倭代华

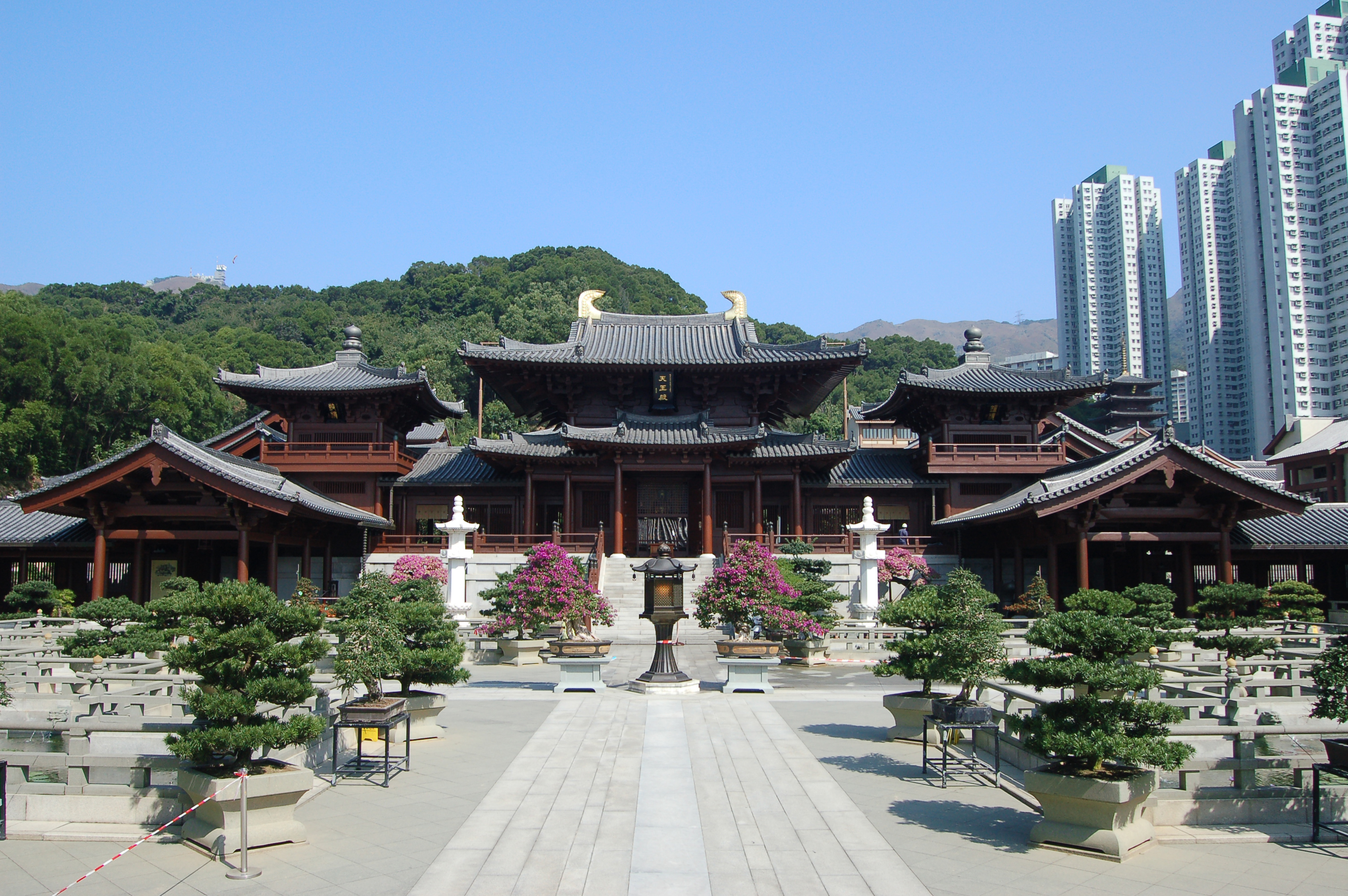
香港志蓮淨苑天王殿，布局模仿日本平等院凤凰堂，采用日本素木造、金鸱尾等作法

以倭代华是一个与中华文化相关的术语，指以日本文化和事物替代中华文化。在传统建筑方面，使用日式建筑外观、构件、内部装饰呈现中式建筑，特别是唐朝建筑:123（以倭代唐），成为近年来在中华人民共和国的常见现象。中华人民共和国网络舆论对此持批评态度。

## “唐朝文化在日本”的争议
历史上，同处漢字文化圈的日本、朝鲜半岛、越南有小中華思想。晚清时期，日本学者提出“崖山之后无中国”，更对中国文化、历史学有深远影响。有作者认为，日本借“崖山之后无中国”敌视清朝，“認為中華文化在日本才是正統，已有幾百年歷史。”:168对中华文化或唐朝文化在日本的观点，或有中国学者赞同。教育家、作家蒋梦麟在自传《西潮》中写道，“唐代文化中許多可貴的成份，其中包括從西域輸入的印度文化與從伊蘭民族間接輸入的希臘文化，在中國因千餘年來歷經異族侵略，已逐漸衰落，但在日本卻被保留下來了。唐代的舞蹈、音樂、美術、習俗、語音和尚武精神，都還留在日本。如果你想瞭解一點唐代文化，你最好還是到日本去一趟。日本以唐代文化為基礎[……]到了咸同之間，明治維新，以儒家經世之學與西洋近世社會科學自然科學相接引，遂在短短數十年裏成為史無前例的東西兩洋文化的大結合，而致日本於盛強之境。並予文化祖國的中國以極大的鼓勵與興奮。”以他一辈的中国青年“都奉日本為師，希望日本反哺文化之母鳥而幫助中國復興。”但因“日本秉國的軍閥”错误，终成历史悲剧。:211—212
1949年两岸分治后，两岸三地各自发展。对中华人民共和国文化与中华文化的传承关系更持持否定态度。或说“唐朝文化在日本，明朝文化在韩国，民国文化在台湾”:168，或说“唐宋文化在日本”。至今，在中国大陆文化领域，仍普遍存在日本完好的保留了唐朝文化、中华文化的观点。复旦大学历史学系教授韩昇、2020年刊登的文章，“不只是日本，中国古代精神文化世界的许多方面，也许也要通过日本保存的古代文物得到复原或者证明”。而民众或有使用日本事物就是在宣揚中華文化的观点。
对于“唐朝文化在日本”之类的观点，有作者定义为“一种大众想象”。有作者认为，这与自清末以來中國人文化不自信、日本文化強勢輸出、現代中國人對於自身文化太過陌生等多种原因相关。反对者或以“文化电冰箱”反讽“唐朝文化在日本，明朝文化在韓國”，因为此类观点否认了日本文化、韩国文化受中华文化影响之余，亦有自身特点和发展。如蒋梦麟在《西潮》中所述，“日本在培利上將抵達以前，只是中國大陸文化的一支而且是很單純的一支。自從這位海軍上將來過以後，日本就變為中西文化的混合體了。”:211

### “唐代古建在奈良”的真伪
20世纪初，日本与西方学者曾对中国古建筑遗存进行长达20多年的大规模基础调查，没有发现唐代建築。日本学界有“中国境内没有唐代古建，要想看唐代古建必须要到日本的奈良”的观点。日本建筑史学者關野貞在1929年时宣称：“中国全境内木质遗物的存在，缺乏得令人失望。实际说来，中国和朝鲜一千岁的木料建造物，一个亦没有。而日本却有三十多所一千至一千三百年的建筑物。”至1930年代以前，学界论及中国宋代以前的木構建築实例，以日本奈良（平城京）唐招提寺金堂和法隆寺五重塔为例，没有中国的实例:4。
经过中国营造学社成员、古建专家梁思成、林徽因夫妇二人的努力，于1937年6月在山西五台山佛光寺发现其东大殿为唐代木構建築。7月5日，梁思成、林徽因、莫宗江、纪玉堂，这四位中国营造学社成员正式确认佛光寺东大殿是唐代建筑。日本学者在1922年考察过佛光寺，但未发现是唐代建筑。其后，中国方面又陆续在山西发现三座的唐代木構建築，合称“四大唐代古建”。
进入21世纪，仍有作者认为日本奈良（平城京）古建为唐代建筑代表，更可代表唐朝文化。《中国国家地理》杂志2003年的文章，“在现今的中国西安，曾饮誉世界的大唐都城长安的影子已依稀难辨。[……]然而在日本古都奈良，竟鲜活地保存着中国已逝去的历史和文化。[……]更重要的是，奈良还好似一面镜子，不仅映照着日本文明发展的轨迹，还折射出中国大唐盛世的历史风貌。”有作者将奈良唐招提寺金堂与山西佛光寺东大殿进行比较，指两者建筑尺度、视觉效果完全不同。而唐招提寺“是日本现存比较早的唐代建筑了，后来的很多日本建筑，其祖型来自南宋江南地区，与唐代风气距离更远。”

## 2000年代以来的文化替代

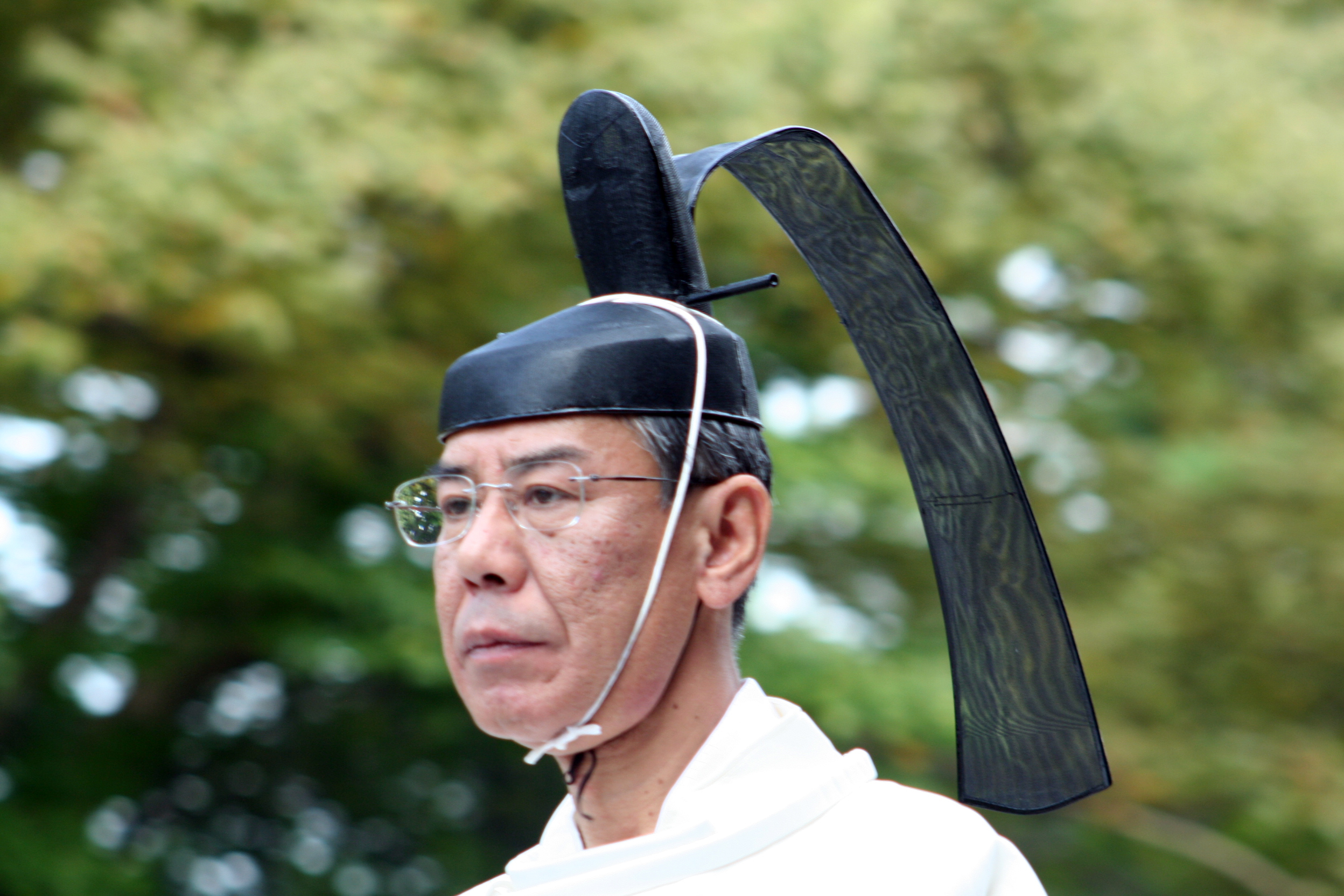
日本的垂缨冠。中国电视剧《赢天下》、《我叫刘金凤》中的男女角色都有佩戴。

2000年代以来，两岸三地的文化、旅游等相关产业中，对日本文化颇为推崇。仅与旅游宣传相关的统计，中国大陆62个城市拥有“小京都”，61个城市拥有“小镰仓”，59个城市拥有“小奈良”。而使用日式事物（建筑）替代唐朝事物（建筑）、中式建筑亦是影视制作行业的常见现象:123—124。
两岸三地的影视制作在服化道方面，常见以和式替代中式物品，即使是以高度还原历史细节著称的作品，如2005年电影《无极》，里面雪国人的发型和衣服，使用古坟时代男性发型和衣服。里面王城审判场景中大臣的发型，使用江户时代男性的发型。2019年出品、唐朝长安城背景的电视剧《长安十二时辰》。“电视剧仍然受到诸如灯笼、扇子等更偏‘和式’而非正宗唐制等诟病，但单就历史还原度，尤其是器物与制度的时代性来说，《长安十二时辰》在目下这些电视剧当中着实堪称已臻极致”。2017年电视剧《赢天下》发布女主角范冰冰的角色海报，秦朝女子巴清穿着日本平安时代的垂缨冠和狩衣，亦在剧中穿着十二單。2021年电视剧《风起洛阳》中，咏梅饰演的武则天素衣披发，使用平安时代妃子造型。2022年播出的网络剧《梦华录》所展现的宋代点心——果子，引发了近期电商平台上果子等传统中式糕点的热卖。但“无论是从形状还是制作手法，《梦华录》剧中的果子与日本和菓子颇为相似”。或被称为“结合了和菓子式样的当代网红点心”。
2022年陆续开播的网络剧《我叫刘金凤》、《星汉灿烂》在服饰方面相继引发“倭风”的争议。网络剧《我叫刘金凤》虽是架空背景，但各类角色或穿着和服，或服装上体现和服元素，引发网络舆论不满。2022年7月，国家广电总局召开以“弘扬新风正气，推出更多展现新时代精神气象的优秀电视剧”为主题电视剧创作座谈会，国家广电总局党组成员、副局长朱咏雷在会上强调，要坚定文化自信、传承中华文明，古装剧美术要真实还原所涉历史时期的建筑、服装、服饰、化妆等基本风格样貌，不要随意化用、跟风模仿外国风格样式。
影视剧置景，使日式建筑替代中式建筑是常见现象。1993年徐克导演的香港电影《青蛇》中，使用日本京都桂離宮的“书院造”样式建筑。2012年，台湾导演侯孝賢执导、晚唐背景的电影《刺客聶隱娘》在日本取景:123—124。在京都大觉寺、东福寺、清凉寺、平安神宫进行拍摄。2015年8月27日，电影在中国大陆上映。编剧史航在新浪微博发文，“实在是日本将唐代文化保存得太好，好到让我们这些唐人子孙子汗颜。立足京都寺庙，很快会有时空错置感，真以为自己回到了唐代。[……]”该评论来自电影编剧謝海盟。謝海盟引述另一位编剧阿城的表达，“眼下要找唐代文化，只有往日本去。”有研究者指出，电影表现了更为简化、朴素的日式建筑，与唐代建筑风格区别明显:123—124。电影中的建筑细部做法，包括齐头昂、角部平行椽、格子窗、长押、寻杖上翘的绞角出头等等，都不是唐代建筑的典型做法。有作者认为，电影制作者屈从了“日本保留了更多的唐代文化”的“大众想象”，电影又在“客观上强化了这种想象”。或从电影制作的角度出发，“大概是因为日本古建群内的园林景观，确实比主要遗存在中国北方的真正的唐代古建茂密精致的多，更符合创作者对于整体风格的期望”。同时，寺庙周围“没有高楼这类的破坏环境风貌的构筑物，剧组可以省去很多后期制作的精力。”
2016年，陈凯歌执导电影《妖猫传》时，剧组湖北襄阳建造了“唐城”，做为拍摄基地。所建筑的唐代建筑在构建上采用日式构件。如“唐城”中宫殿屋顶的金色鸱尾，与日本奈良东大寺屋顶鸱尾相同，但与唐朝鸱吻不符:123—124。有屋顶使用了唐破风，中国唐宋画作虽有类似描绘，但这是日式传统建筑模式。片中胡月楼的主入口开在山墙面，是中国少见、日本常见的建筑模式，建筑装饰类似京都二條城的风格。唐城所存在的问题，亦是中国大陆影视拍摄基地常见现象。
枯山水是日式園林的典型形态。2010年，陈凯歌执导的电影《赵氏孤儿》中，虽然电影背景是中国的春秋时代，但依然使用枯山水布景。2015年电视剧《太子妃升职记》、2019年电视剧《陈情令》、2021年电视剧《斛珠夫人》都是使用枯山水置景的典型。在中国古装剧滥用枯山水、金鸱吻的背景下，豆瓣网友吐槽枯山水曾引发网络热议。同时有作者指出“许多古装剧只是在庭院里铺满白砂石，没有礁石、波浪纹等布置，并非典型枯山水”。
除影视剧外，浙江省宁海县的广德寺因使用唐破风、枯山水、日式内部装潢曾引起争议。2021年年中，广州市的南汉二陵博物馆庭院设计因形似枯山水引发争议。7月中旬，项目设计单位列出庭院建筑与枯山水的不同之处，强调并非枯山水。2021年8月下旬，在辽宁省大连市开业运营的盛唐·小京都项目，是以日式建筑代替唐代建筑，并引发争议的旅游景点。大连市人民政府官网新闻稿指该项目以“日本京都二年坂、三年坂及京都地区商业（區）为蓝本，展现唐代和日本建筑风格交汇融合的古镇风貌”。项目业主在宣传时亦将京都等同唐朝洛阳城，“把繁华京都搬到大连”即是“把千年盛唐拉回眼前”。

## 备注
1. ↑  蒋梦麟文中[7]:211的“伊蘭民族”可能指“伊斯蘭民族”，亦或指“伊朗民族”。而希臘式佛教在东亚的传播，确非通过伊斯兰教。参见：希臘式佛教藝術。
2. 1 2  2015年7月，谢海盟原文[21]：何以借寺庙如此重要？实在是日本将唐代文化保存得太好，好到让我们这些唐人的子孙汗颜，在先前的编剧会议上，阿城即道：“眼下要找唐代文化，只有往日本去。”立足京都的寺庙，很快就会有时空错置感，真以为自己回到了唐代，而非在现代文明城市的包围间。例如待了最久的大觉寺，深色原木的建材与同样青黑的屋瓦，庭园植栽不是秀气的小花小草，反倒扶疏如林，比起现下华人世界大红大绿质感如塑胶玩具的庙宇（民族学出身的我，尽可能秉持公正看待各文化，却仍极度受不了台湾的交趾陶剪黏艺术），才真正像是宗教场所，有肃穆、飞升之感。除了打戏，我们在京都的寺庙几乎只做一件事：走阁道。[……]几个寺庙如大觉寺、东福寺、清凉寺，外加一个平安神宫，阁道各异，演员们形形色色来去，场景情境各不相同[……]